# Lake Sherwood
Lake Sherwood – jednostka osadnicza w Stanach Zjednoczonych, w stanie Kalifornia, w hrabstwie Ventura.